# Afrikanische Nationenmeisterschaft 2011/Qualifikation
Zur Qualifikation zur Afrikanischen Nationenmeisterschaft 2011 wurden die afrikanischen Fußball-Nationalmannschaften in 6 Zonen geteilt. Die Zonen „Nord“ und „West A“ erhielten jeweils zwei Startplätze bei der Afrikanischen Nationenmeisterschaft, die anderen vier Zonen jeweils drei Startplätze, da erstmals 16 Mannschaften an der Endrunde teilnahmen. 
Die Qualifikationsspiele fanden ab März 2010 statt.

## Nordzone

### 1. Runde
|          | Gesamt    |          | Hinspiel | Rückspiel |
| -------- | --------- | -------- | -------- | --------- |
| Libyen   | (a)2:2(a) | Algerien | 0:1      | 2:1       |
| Tunesien | (a)3:3(a) | Marokko  | 1:1      | 2:2       |

- Algerien für die Endrunde qualifiziert.
- Tunesien für die Endrunde qualifiziert.

## Westzone A

### Vorrunde
|              | Gesamt |                     | Hinspiel | Rückspiel |
| ------------ | ------ | ------------------- | -------- | --------- |
| Sierra Leone |        | Mauretanien Rückzug |          |           |

### 1. Runde
|         | Gesamt          |              | Hinspiel | Rückspiel |
| ------- | --------------- | ------------ | -------- | --------- |
| Guinea  | 1:3             | Mali         | 1:1      | 0:2       |
| Senegal | 1:1 (4:3 i. E.) | Sierra Leone | 1:0      | 0:1       |

- Mali für die Endrunde qualifiziert.
- Senegal für die Endrunde qualifiziert.

## Westzone B

### 1. Runde
|              | Gesamt |                | Hinspiel | Rückspiel |
| ------------ | ------ | -------------- | -------- | --------- |
| Togo         | 1:6    | Elfenbeinküste | 1:2      | 0:4       |
| Burkina Faso | 0:1    | Ghana          | 0:0      | 0:1       |
| Niger        | 2:0    | Nigeria        | 2:0      | 0:0       |

- Elfenbeinküste für die Endrunde qualifiziert.
- Ghana für die Endrunde qualifiziert.
- Niger für die Endrunde qualifiziert.

## Zone Zentral-Osten

### Vorrunde
|           | Gesamt |         | Hinspiel | Rückspiel |
| --------- | ------ | ------- | -------- | --------- |
| Dschibuti | 0:1    | Somalia | 0:1      | *         |

* kein Rückspiel

### 1. Runde
|                   | Gesamt |         | Hinspiel | Rückspiel |
| ----------------- | ------ | ------- | -------- | --------- |
| Burundi           | 1:5    | Uganda  | 1:1      | 0:4       |
| Rückzug Äthiopien |        | Kenia   |          |           |
| Rückzug Eritrea   |        | Ruanda  |          |           |
| Tansania          | 6:0    | Somalia | 6:0      | **        |

** kein Rückspiel

### 2. Runde
|        | Gesamt    |          | Hinspiel | Rückspiel |
| ------ | --------- | -------- | -------- | --------- |
| Uganda | (a)2:2(a) | Kenia    | 1:0      | 1:2       |
| Ruanda | 2:1       | Tansania | 1:1      | 1:0       |

- Ruanda für die Endrunde qualifiziert.
- Uganda für die Endrunde qualifiziert.

## Zentralzone

### Vorrunde
|                | Gesamt |                          | Hinspiel | Rückspiel |
| -------------- | ------ | ------------------------ | -------- | --------- |
| Republik Kongo |        | Äquatorialguinea Rückzug |          |           |

### 1. Runde
|                | Gesamt |                              | Hinspiel | Rückspiel |
| -------------- | ------ | ---------------------------- | -------- | --------- |
| Republik Kongo | 1:4    | Kamerun                      | 1:1      | 0:3       |
| Gabun          | 2:3    | Demokratische Republik Kongo | 1:2      | 1:1       |

- Kamerun qualifiziert für die Endrunde.
- Demokratische Republik Kongo qualifiziert für die Endrunde.

### 2. Runde
|                        | Gesamt |       | Hinspiel | Rückspiel |
| ---------------------- | ------ | ----- | -------- | --------- |
| Rückzug Republik Kongo |        | Gabun |          |           |

 Gabun für die Endrunde qualifiziert.

## Südzone

### 1. Runde
|            | Gesamt |           | Hinspiel | Rückspiel |
| ---------- | ------ | --------- | -------- | --------- |
| Botswana   | 1:2    | Südafrika | 0:0      | 1:2       |
| Seychellen | 2:1    | Namibia   | 1:0      | 1:1       |
| Madagaskar | 0:2    | Angola    | 0:0      | 0:2       |
| Swasiland  | 1:5    | Simbabwe  | 1:2      | 0:3       |
| Malawi     | 3:1    | Mosambik  | 3:0      | 0:1       |

 Sambia ist automatisch für die 2. Runde gesetzt.

### 2. Runde
|            | Gesamt |          | Hinspiel | Rückspiel |
| ---------- | ------ | -------- | -------- | --------- |
| Seychellen | 2:6    | Simbabwe | 2:4      | 0:2       |
| Südafrika  | 2:1    | Sambia   | 1:0      | 1:1       |
| Angola     | 3:1    | Malawi   | 1:1      | 2:0       |

- Angola für die Endrunde qualifiziert.
- Simbabwe für die Endrunde qualifiziert.
- Südafrika für die Endrunde qualifiziert.